# زیبا بروفه
زیبا بروفه (زاده ۲۹ شهریور ۱۳۵۴) بازیگر سینما و تلویزیون ایرانی است. او در سال ۱۳۷۷ با ایفای نقش «معصومه» در مجموعه مجید دلبندم به کارگردانی رضا عطاران به شهرت رسید.

## زندگی‌نامه
زیبا بروفه در سال ۱۳۵۴ در تهران زاده شد. بروفه فارغ‌التحصیل حقوق قضایی است.
وی در فیلم سینمایی «شب روباه» ایفای نقش نموده‌است؛ و در سال ۱۳۷۷ با ایفای نقش در سریال تلویزیونی «مجید دلبندم» به کارگردانی رضا عطاران به شهرت بیشتری دست یافت. وی به‌مدت ۴ سال به‌دلیل انتشار بدون اجازهٔ بخش‌هایی از فیلم ازدواجش در اینترنت ممنوع‌الکار شد و رسماً اجازهٔ کار نداشت. او همسر پیام صابری ،چهره‌پرداز و بازیگر بود که در ۱۸ آذر ۹۷ در تهران به علت ایست قلبی در سن ۴۵ سالگی درگذشت.

## فیلم‌شناسی

### سینمایی
- استخر (۱۳۹۳)
- پایان دوم (یعقوب غفاری ۱۳۸۹)
- پرتقال خونی (سیروس الوند ۱۳۸۹)
- آخرین مجرد (محمدرضا فاضلی ۱۳۸۸)
- شیرین (عباس کیارستمی ۱۳۸۷)
- احضارشدگان (آرش معیریان ۱۳۸۶)
- یک مرد، یک شهر (حسن هدایت ۱۳۸۶)
- دوشیزه (محمد درمنش ۱۳۸۱)
- بی‌همتا (جهانگیر جهانگیری ۱۳۸۰)
- پر پرواز (خسرو معصومی ۱۳۷۹)
- مانی و ندا (پرویز صبری ۱۳۷۹)
- شب روباه (همایون اسعدیان ۱۳۷۵)
- سایه‌ها (حسین شهابی ۱۳۸۴)

### تلویزیونی
- ۱۳۷۳ خانه شلوغ (علی شوقیان)
- ۱۳۷۴ با اجازه (علی شوقیان)
- ۱۳۷۴ زیر گنبد کبود (بهمن زرین‌پور)
- ۱۳۷۶ جادوی مهتاب (بهمن زرین‌پور)
- ۱۳۷۷ مجید دلبندم (رضا عطاران)
- ۱۳۷۸ شب روباه (همایون اسعدیان)
- ۱۳۷۹ همسفر (قاسم جعفری) (بازیگر مهمان)
- ۱۳۷۹ دختران (اصغر توسلی) (بازیگر مهمان)
- ۱۳۸۱ مزه خوب کودکی ۲ (مسعود رشیدی)
- ۱۳۸۱ فرستاده (جواد شمقدری)
- ۱۳۸۲ طلسم شدگان (داریوش فرهنگ)
- ۱۳۸۳ پول کثیف (جواد افشار)
- ۱۳۸۴ ریحانه (سیروس مقدم)
- ۱۳۸۵ مار و پله (سید محسن یوسفی)
- ۱۳۸۵ جابربن‌حیان (جواد افشار)
- ۱۳۸۷ مسافر زمان ۲ (مسعود نوابی)
- ۱۳۸۹ موج و صخره (مجید صالحی)
- ۱۳۹۰ مثل شیشه (جواد مزدآبادی)
- ۱۳۹۱ خانه‌ای روی تپه (داریوش یاری)
- ۱۳۹۲ رخنه (حسین تبریزی)
- ۱۳۹۶ هاتف (داریوش یاری)

### تله فیلم
- تله‌فیلم سکو
- تله‌فیلم نشانی لاله‌ها (اکبر منصور فلاح)
- تله‌فیلم حس تماس (داریوش یاری ۱۳۹۱)
- تله‌فیلم دوباره زندگی (سید علی سجادی ۱۳۸۸)
- تله‌فیلم آخرین مجرد (محمدرضا فاضلی ۱۳۸۹)
- تله‌فیلم بلور باران (شاهد احمدلو ۱۳۸۹)
- تله فیلم من و تو (پیام صابری ۱۳۸۸)

### شبکه نمایش خانگی
- آسپرین (فرهاد نجفی ۱۳۹۵–۱۳۹۴) در نقش سارا

### مستند
- عشق‌پرداز (حمید کاویانی)